# Waterloo nella cultura popolare
La battaglia di Waterloo è uno degli eventi militari più famosi della storia e viene considerato dalla maggior parte degli storici uno degli episodi di maggior importanza per gli sviluppi della politica europea; per questi motivi è frequentemente menzionata a livello di cultura popolare.

## Letteratura
- François-René de Chateaubriand in Mémoires d'outre-tombe, 1849, descrive la battaglia nei capitoli 16 e 17 del Libro 23 della Terza parte.
- Honoré de Balzac in Il medico di campagna, 1833, da una realistica descrizione della battaglia raccontata da un vecchio veterano di Napoleone.
- Stendhal in La certosa di Parma, 1839, racconta la battaglia di Waterloo vista e vissuta da Fabrizio del Dongo che in realtà sembra non comprendere realmente la sua importanza e il suo svolgimento.
- Victor Hugo: in « L'Expiation », (Les Châtiments 1847) con il celebre verso: « Waterloo ! Waterloo ! Waterloo ! morne plaine ! » e soprattutto ne I miserabili, 1862, dove, nella seconda parte, l'autore descrive la battaglia con qualche inesattezza ma con grande efficacia narrativa.
- Erckmann-Chatrian: in « Waterloo », 1865, seguito Histoire d'un conscrit de 1813.
- Susanna Clarke: Jonathan Strange & Mr Norrell è un racconto fantastico in cui la battaglia di Waterloo è descritta dal punto di vista di un mago che aiuta il Duca di Wellington.
- Bernard Cornwell: Sharpe's Waterloo o Waterloo: Sharpe's Final Adventure Campaign è un racconto che descrive l'eroeo fittizio dell'opera Richard Sharpe nella battaglia insieme allo stato maggiore del Principe d'orange.
- Arthur Conan Doyle The Adventures of Gerard (1903): questo racconto un capitolo intitolato "How the Brigadier Bore Himself at Waterloo".
- William Schwenck Gilbert: nel suo racconto satirico "La Viviandière" (1868).

## Cinema e televisione
- The Battle of Waterloo, diretto da Charles Weston (1913)
- Waterloo, diretto da Karl Grune (1929)
- Waterloo, diretto da Sergej Fëdorovič Bondarčuk (1970), spettacolare ricostruzione sostanzialmente aderente ai fatti storici con attori prestigiosi come Rod Steiger e Christopher Plummer
- Napoléon (2002) di Yves Simoneau, con Christian Clavier
- Waterloo, l'ultime bataille (2014) di Hugues Lanneau

## Musica
- Il gruppo musicale svedese ABBA ha composto una canzone intitolata "Waterloo" che vinse l'Eurovision Song Contest nel 1974
- I Bee Gees registrarono una canzone intitolata "Walking Back To Waterloo" per il loro album del 1971 Trafalgar.
- "Waterloo" è una canzone del gruppo musicale americano Iced Earth, appare nell'album The Glorious Burden.
- "Waterloo" è anche una canzone del gruppo musicale britannico Suede.
- "The Battle of Waterloo" è una canzone del gruppo musicale tedesco Running Wild contenuta nell'album Death or Glory.